# The Sea Within
The Sea Within è stato un supergruppo svedese-statunitense di rock progressivo, fondato dall'unione di musicisti molto conosciuti in tale ambito.

## Storia

### Gli inizi
La formazione della band è stata annunciata per la prima volta nel giugno del 2017. Roine Stolt ha ricordato che l'etichetta discografica Inside Out Music ha suggerito per prima l'idea di fondare una nuova band con musicisti di alto livello.. Al momento del loro annuncio, il loro album di debutto era in fase di completamento.
Il gruppo si era riunito nel nord di Londra per registrare ai Livingston Studios. Dopo quasi che quasi due ore di musica furono sviluppate collettivamente e registrate. Stolt ha affermato che la loro direzione include elementi di rock progressivo e artistico combinati con musica soft rock.

### L'album di debutto
Il loro album di debutto omonimo vide le partecipazioni del bassista Pete Trewavas, del cantante Jon Anderson e del sassofonista Rob Townsend è stato pubblicato il 22 giugno 2018.
L'uscita è stata seguita dal loro concerto di debutto dal vivo al Night of the Prog XIII festival a Lorelei, in Germania, il 14 luglio 2018, seguito da due concerti durante il Cruise To The Edge 2019, senza la presenza del tastierista Jordan Rudess, che aveva abbandonato la band. La formazione, stabilizzatasi nel 2019, è composta da Roine Stolt (The Flower Kings), Daniel Gildenlöw (Pain of Salvation), Jonas Reingold (Kaipa), Tom Brislin (Kansas), e Marco Minnemann (The Mute Gods).

### L'assenza di Daniel Gildenlöw
Il chitarrista svedese, pur essendo il principale promotore del progetto "The Sea Within", e uno dei compositori dei brani, con la band prese parte soltanto a due concerti nel 2018; non è ufficialmente presente nell'album d'esordio (dove è soltanto cantante in tre brani), e, per ignoti motivi, non suona nemmeno all'evento Cruise To the Edge del 2019.
Nei concerti dal vivo verrà quindi sostituito da Casey McPherson, che da bassista, passerà al ruolo di chitarrista cantante, venendo sostituito momentaneamente da Pete Trewavas, dei Marillion, e definitivamente da Jonas Reingold.

## Formazione
Attuale
- Roine Stolt - voce, chitarra (2017-2022)
- Daniel Gildenlöw  - chitarra (2017-2022)
- Tom Brislin  - tastiera (2017-2022)
- Jonas Reingold  - basso (2019-2022)
- Marco Minnemann  - batteria (2017-2022)

Ex componenti
- Casey McPherson - basso, chitarra, voce (2017-2019)

## Discografia
- 2018 – The Sea Within